# Pluma de ave (escritura)

Representación artística de la pluma.

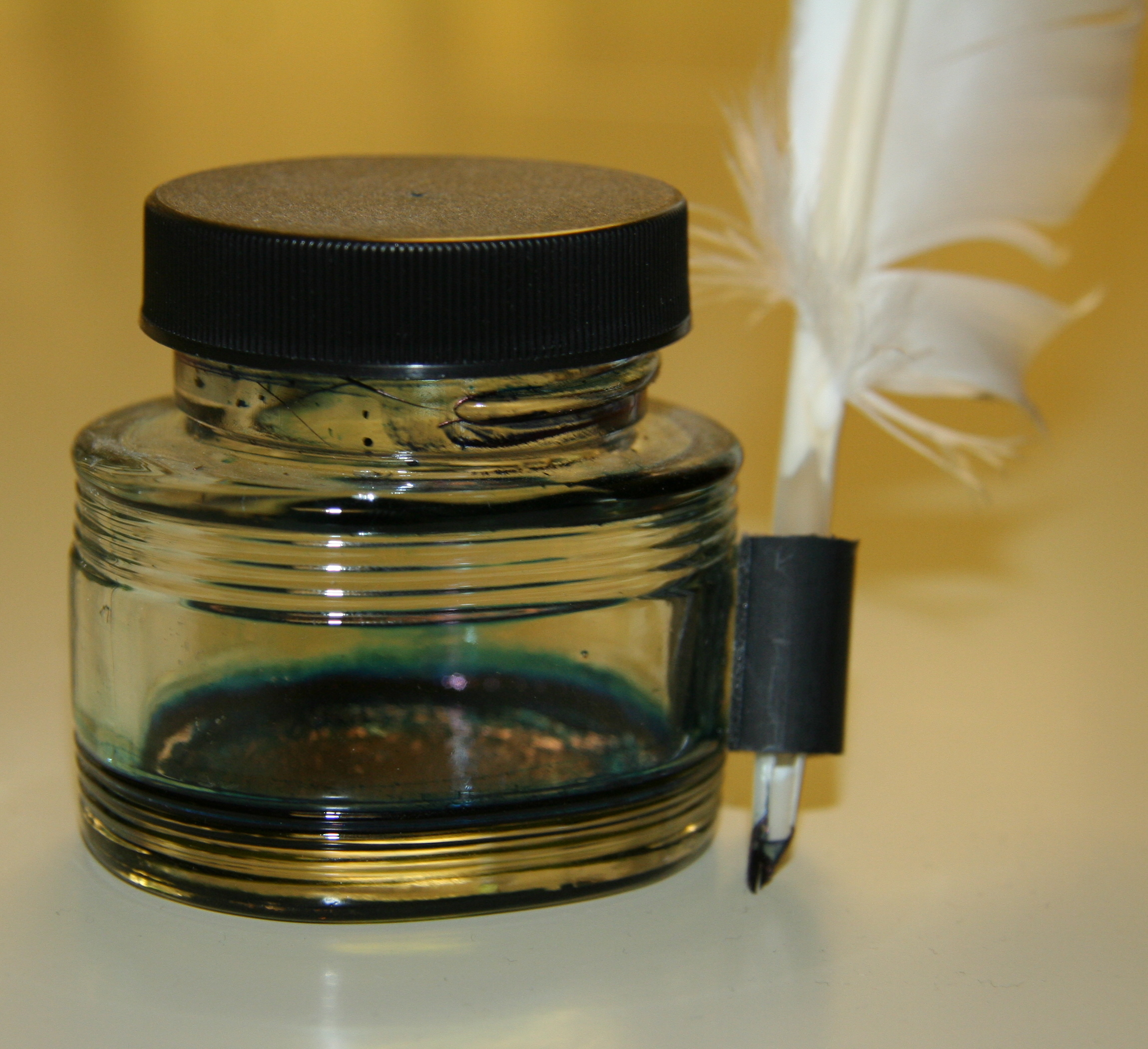
Tintero y pluma.

Una pluma es un instrumento de escritura hecho de una pluma de ave (preferiblemente una pluma de ala) de una gran ave. Las plumas se usaban para escribir con tinta antes de la invención de la pluma, la pluma estilográfica y, finalmente, el bolígrafo. Las plumas de ganso cortadas a mano rara vez se siguen utilizando como instrumento de caligrafía, sobre todo porque muchos papeles derivan de pulpa de madera y desgastan muy rápidamente la pluma, pero sigue siendo la herramienta preferida por algunos profesionales al tener más flexibilidad que la pluma metálica. El tallo hueco de la pluma (calamus, cálamo) actúa como un depósito y la tinta fluye hacia la punta por capilaridad.
Las plumas más resistentes y fuertes se obtienen de las plumas primarias desechadas por las aves durante la muda anual. Generalmente el ala izquierda es preferida por la mayoría de los escritores diestros debido a que la Pluma está curvada a la izquierda, lejos de la mano que sostiene la pluma, pero debido a la escasez actual de las plumas es por lo general que pasan por alto la curvatura que en realidad no es tan pronunciada como para causar alguna dificultad para el profesional.
Las plumas de ganso son las mayormente utilizadas; las más escasas, más costosas son las plumas de cisne estas son consideradas de óptima calidad. Dependiendo de la disponibilidad y la fuerza de la pluma, así como las cualidades de la línea deseadas por el escritor, otras plumas usadas para la caligrafía incluyen las plumas de cisne, ganso, cuervo, águila, búhos o lechuzas, halcón, y pavo. La barba de las plumas siempre se despoja de forma parcial o total, ya que genera una distracción. La pluma de lujo, totalmente emplumada, es sobre todo una invención de Hollywood,[cita requerida] ya que tiene poca base en la realidad. La mayoría, si no todas, las ilustraciones de manuscritos de los escribas muestran el resultado de una pluma desprovista de barbas decorativas, o por lo menos despojada en su mayoría.

## Historia

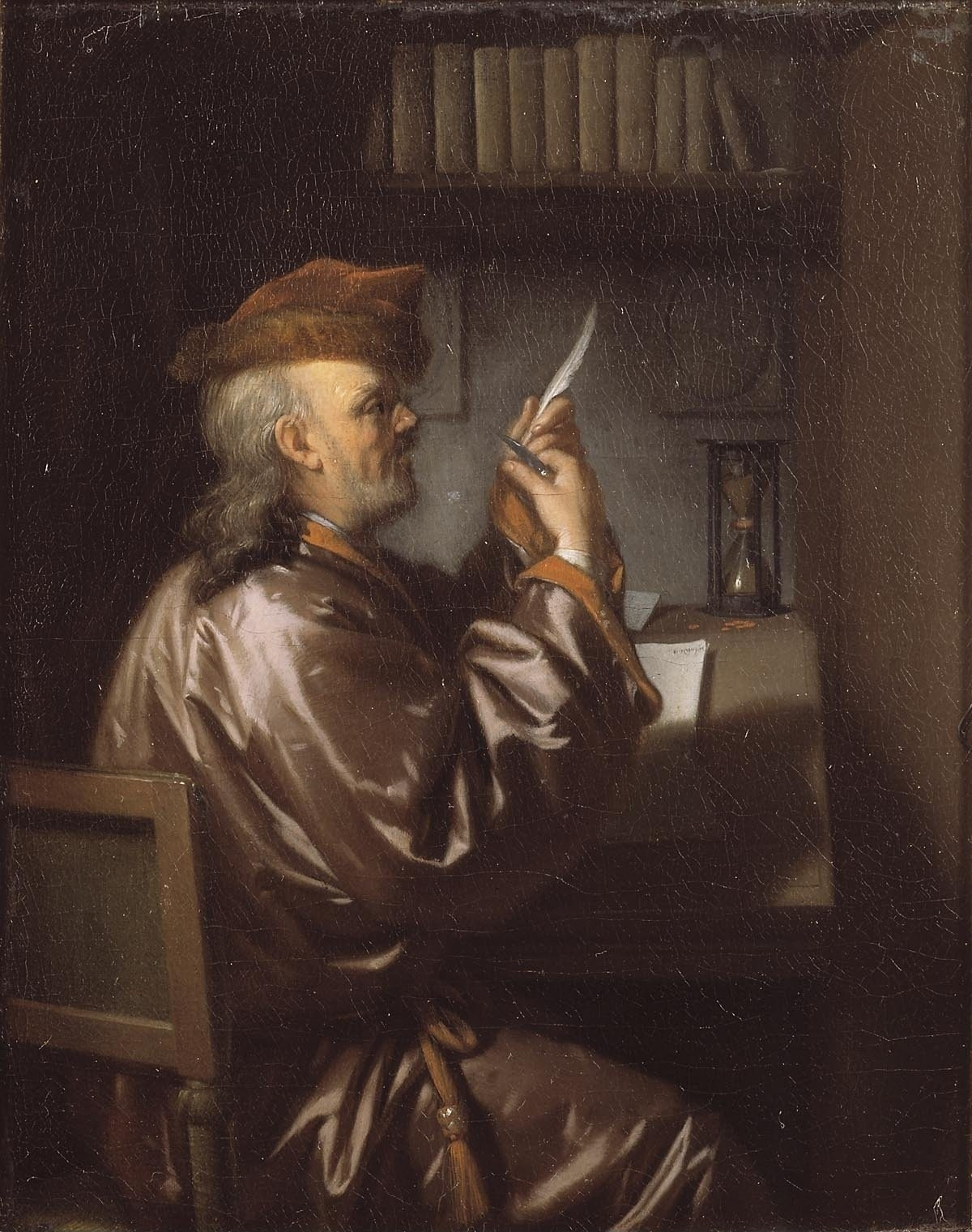
Afilando una pluma; El contable, hacia 1725.

Las plumas de ave fueron el principal instrumento de escritura desde el siglo VI hasta el siglo XIX. Las mejores estaban hechas con plumas de ganso o de cisne, y posteriormente, plumas de pavos. Sin embargo, las plumas comenzaron un declive después de la invención de la pluma de metal, primero patentadas en Estados Unidos en 1810, y posteriormente producidas en masa en los años 1860.
Según la Sociedad Histórica de la Corte Suprema, veinte plumas de ganso, perfectamente cruzadas, se colocan todos los días en las cuatro mesas del consejo de la Corte Suprema de los Estados Unidos cuando entra en sesión; "[la] mayoría de abogados se presentan ante la Corte Suprema sólo una vez, y se llevan las plumas del Consejo a casa como un souvenir". Esto ha sucedido desde las primeras sesiones de la Corte.
Las plumas son denominadas en el orden en el que son fijadas en las alas, las primeras que son llamadas piñón son las preferidas por los calígrafos expertos; las plumas de segundo y tercero que son también muy satisfactorias. Ninguna otra pluma en el ala del ave es más adecuada para el escriba